# 蘇我赤兄
蘇我 赤兄（そが の あかえ）は、飛鳥時代の豪族。姓は臣。蘇我馬子の孫で、蘇我倉麻呂（雄当）の子。冠位は大錦上・左大臣。宗我舎人（そがのとねり）を別名とみる説と、別人とみる説とがある。

## 経歴

### 有間皇子の変
赤兄は、蘇我倉山田石川麻呂が葬られた後に重用された蘇我系官人であった。斉明天皇4年（658年）に天皇が紀温湯（温泉）に旅行した際、赤兄は都の留守官になった。その留守の11月3日、赤兄は、有間皇子に「天皇の政治には三失がある。大きな倉庫を建て民の財を集めたのが一つ目、長い運河を掘って公の糧を費やしたのが二つ目、舟に石を載せて運び丘を作ったのが三つ目である」と言った。有間皇子は赤兄の接近を喜んで、挙兵の意思を告げた。5日に有間皇子と自宅で密議したところ、脇息が折れたため不吉だということになり、陰謀を止めることを互いに誓った。有間皇子が自宅に帰ったその夜、赤兄は物部朴井鮪に命じて宮殿造営の丁を率いさせ、市経にあった皇子の家を囲ませ、駅馬で天皇に急報した。捕らえられて9日に中大兄皇子（後の天智天皇）の尋問を受けた有間皇子は、「なぜ謀反しようとしたのか」と問われて「天と赤兄が知る。吾はまったく知らない」と答えた。有間皇子は11日に塩屋鯯魚、新田部米麻呂と共に処刑され、守大石と坂合部薬（境部薬）は流刑になった。
『日本書紀』は上述の話のほかに「或本にいわく」として別の話を載せる。それによれば、有間皇子と蘇我赤兄、塩屋小戈、守大石、坂合部薬は短籍で謀反を占った。有間皇子は挙兵計画を語ったが、ある人が皇子はまだ19歳なので早すぎると諫めた。別の日に皇子が一人の判事と相談していたとき、皇子の脇息が折れた。それでも皇子は中止せず、ついに誅戮された。
この事件は一般的に中大兄皇子の指示があったと考えられている。ただし、赤兄が中大兄皇子に取り入るために単独で有間皇子を陥れようとしたという説がある。

### 筑紫率、左大臣
天智天皇8年（669年）1月9日、赤兄は筑紫率に任命された。同年10月16日に藤原鎌足が死んだ後、19日に天智天皇は鎌足の家に行って思いやりある詔と金香炉を与えた。このとき大錦上蘇我赤兄が、天皇の命で詔を述べる役を果たした。しかし『藤氏家伝』には、このとき遣わされたのは「宗我舎人臣」とある。蘇我氏には蘇我入鹿が鞍作という別名をもっていた例があるので、赤兄と舎人の場合もそうだとみることもできるが、別人を指すとみる説もある。
この日付からすると、赤兄は筑紫に赴任しなかったか、短期間で都に戻ったことになる。赤兄の直前にみえる筑紫率は天智天皇7年（668年）7月任命の栗前王（栗隈王）で、赤兄の直後に見えるのは天智天皇10年（671年）6月に筑紫帥（率と同じ）に任命されたやはり栗隈王である。いずれも『日本書紀』の任命記事だけで知られ、退任時と交代者についてはわからない。この錯綜から、このあたりの書紀の記述に誤りがあるのではないかと考える歴史学者もいる。
天智天皇10年（671年）1月2日、蘇我赤兄と巨勢人が殿の前に進み、賀正のことを奏した。赤兄の位はこのときも大錦上であった。5日に、大友皇子（弘文天皇）が太政大臣、蘇我赤兄が左大臣、中臣金が右大臣、蘇我果安、巨勢人、紀大人の3人が御史大夫に任命された。
同じ年の11月23日、大友皇子と上記の左右大臣、御史大夫は、内裏の西殿の織物仏の前で「天皇の詔」を守ることを誓った。すなわち、大友皇子が香炉を手にして立ち、「天皇の詔を奉じる。もし違うことがあれば必ず天罰を被る」と誓った。続いて赤兄ら五人が順に香炉を取って立ち、「臣ら五人、殿下に従って天皇の詔を報じる。もし違うことがあれば四天王が打つ。天神地祇もまた罰する。三十三天、このことを証し知れ。子孫が絶え、家門必ず滅びることを」などと泣きながら誓った。ここでいう「天皇の詔」の内容は不明だが、一般には天智天皇の死後大友皇子を即位させることだと考えられている。
29日に五人の臣は大友皇子を奉じて天智天皇の前で盟した。これも内容が不明だが、前の誓いと同じだと思われる。

### 壬申の乱と配流
672年の壬申の乱で赤兄の活躍は特に伝えられないが、近江朝廷の最高位の臣下として大友皇子（弘文天皇）を補佐したと思われる。最後の決戦となった7月22日の瀬田の戦いに、大友皇子と共に出陣したが、敗れて逃げた。23日に大友皇子が自殺し、24日に捕らえられた。8月25日に子孫と共に配流された。配流の地は不明である。いずれにせよ彼を始めとした倉麻呂の息子達は連子系の蘇我安麻呂（彼にしても、間もなく亡くなったと推定される）以外は没落する事となり、蘇我氏高位不在の時代が長く続くこととなる。

## 子孫
中世に土佐国安芸郡で勢力を伸ばした安芸氏は、土佐に流された蘇我赤兄の子孫であると自称したが、確かなことではない。安芸氏の出自については他にも諸説ありはっきりしない。

## 系譜
- 父：蘇我倉麻呂
- 母：不詳
  - 兄弟：蘇我倉山田石川麻呂
  - 兄弟：蘇我日向
  - 兄弟：蘇我連子
  - 兄弟：蘇我果安
- 妻：不詳
  - 女子：常陸娘 - 天智天皇嬪、山辺皇女母
  - 女子：大蕤娘（?-724） - 天武天皇夫人、穂積親王・紀皇女・田形皇女母

蘇我氏略系図